# Gouvernement Paluckas
République de Lituanie
Šimonytė 
Le gouvernement Paluckas (en lituanien : Paluckas ministrų kabinetas) est le gouvernement de la république de Lituanie depuis le 12 décembre 2024, sous la 14e législature du Seimas. Il est dirigé par Gintautas Paluckas.

## Historique du mandat
Ce gouvernement est dirigé par le nouveau Premier ministre social-démocrate Gintautas Paluckas jusqu'au 31 juillet 2025. Il est constitué et soutenu par une coalition gouvernementale de centre gauche entre le Parti social-démocrate lituanien (LSDP) et l'Union des démocrates « Pour la Lituanie » (DSVL), avec le soutien sans participation d'Aube du Niémen (NA) . Ensemble, ils disposent de 86 députés sur 141, soit 61 % des sièges du Seimas.
Il est formé à la suite des élections législatives des 13 et 27 octobre 2024.
Il succède ainsi au gouvernement de la conservatrice Ingrida Šimonytė, constitué d'une alliance de centre droit entre l'Union de la patrie - Chrétiens-démocrates lituaniens (TS-LKD), le Mouvement libéral de la république de Lituanie (LRLS) et le Parti de la liberté (LP).

### Contexte
En tête du premier tour des élections, le Parti social-démocrate confirme ses bons résultats au soir du second tour et remporte la majorité relative au Seimas avec 52 députés sur 141. Trois jours après le scrutin, le 30 octobre, la présidente du LSDP Vilija Blinkevičiūtė indique qu'elle renonce à diriger le gouvernement — arguant de son âge et de problèmes de santé — et propose que son prédécesseur Gintautas Paluckas soit le candidat des sociaux-démocrates au poste de Premier ministre.

### Négociations et formation
Le Parti social-démocrate provoque la surprise le 7 novembre en invitant, en sus de l'Union des démocrates « Pour la Lituanie », Aube du Niémen à des négociations de coalition. Cette ouverture envers un parti d'extrême droite, rejeté lors de la campagne électorale en raison de ses positions antisémites, provoque de vives critiques aussi bien en Lituanie qu'à l'étranger,. Les dirigeants du LSDP et de NA accusent leurs adversaires politiques d'avoir organisé ces critiques extérieures via leurs relations à l'international. Gintautas Paluckas tente néanmoins de rassurer ses partenaires en promettant d'exclure Remigijus Žemaitaitis, président de NA, du nouveau gouvernement. Son immunité parlementaire est levée au début du mois de décembre pour ses commentaires visant les Juifs sur les réseaux sociaux, ouvrant la voie à un procès pénal.
Le 19 novembre, le président de la République Gitanas Nausėda propose formellement Gintautas Paluckas Premier ministre,. Il reçoit deux jours plus tard la confiance des députés par 88 voix pour, 34 contre, et six abstentions, ouvrant ainsi un délai de quinze jours pour la formation d'un nouveau gouvernement,.
Le programme du gouvernement est dévoilé le 4 décembre. Il est suivi, quelques heures plus tard, de la nomination de la plupart des ministres par le chef de l'État, à l'exception de ceux de l'Environnement et de la Justice, attribués à Aube du Niémen mais dont les candidats au profil technocratique n'ont pas convaincu Gintautas Paluckas. Le 11 décembre, le président procède aux nominations en attente, Aube du Niémen ayant proposé deux nouveaux candidats pour les postes non-pourvus, et assure la formation complète du nouvel exécutif.
Le Seimas approuve le programme du gouvernement le 12 décembre par 85 voix pour, 14 voix contre et 28 abstentions, ce qui permet l'assermentation et la prise de fonction de l'ensemble de l'exécutif dans la foulée.

### Démission du Premier ministre
Le 31 juillet 2025, Gintautas Paluckas présente sa démission du poste de Premier ministre, en raison des soupçons de corruption pesant sur lui. Tout en affirmant sa bonne foi, il déclare que « les scandales entravent le travail du gouvernement » et qu'il ne veut pas « rendre notre coalition otage de ces affaires ». Celle-ci est effective le 4 août, lorsque le ministre des Finances Rimantas Šadžius est nommé Premier ministre par intérim. Celui-ci assurait déjà l'intérim depuis que le Premier ministre sortant était en vacances. Le président de la République a ensuite quinze jours pour nommer un Premier ministre, qui a quinze jours supplémentaires pour former un gouvernement.
Selon Libération, la survie de la coalition au pouvoir devrait dépendre de la réaction de Remigijus Žemaitaitis, leader d'Aube du Niémen.

## Composition
| Fonction                                             | Titulaire | Titulaire                                                           | Parti |
| ---------------------------------------------------- | --------- | ------------------------------------------------------------------- | ----- |
| Premier ministre                                     |           | Gintautas Paluckas (jusqu'au 04/08/2025) Rimantas Šadžius (intérim) | LSDP  |
| Ministre de la Santé                                 |           | Marija Jakubauskienė                                                | Sans  |
| Ministre de l'Intérieur                              |           | Vladislav Kondratovič                                               | LSDP  |
| Ministre de la Justice                               |           | Rimantas Mockus                                                     | Sans  |
| Ministre de la Culture                               |           | Šarūnas Birutis                                                     | LSDP  |
| Ministre de l'Agriculture                            |           | Ignas Hofmanas                                                      | Sans  |
| Ministre des Affaires étrangères                     |           | Kęstutis Budrys                                                     | Sans  |
| Ministre de l'Environnement                          |           | Povilas Poderskis                                                   | Sans  |
| Ministre de l'Énergie                                |           | Žygimantas Vaičiūnas                                                | DSVL  |
| Ministre de la Défense nationale                     |           | Dovilė Šakalienė                                                    | LSDP  |
| Ministre de la Sécurité sociale et du Travail        |           | Inga Ruginienė                                                      | LSDP  |
| Ministre de l'Éducation, de la Science et des Sports |           | Raminta Popovienė                                                   | LSDP  |
| Ministre des Transports et des Communications        |           | Eugenijus Sabutis                                                   | LSDP  |
| Ministre des Finances                                |           | Rimantas Šadžius                                                    | LSDP  |
| Ministre de l'Économie et de l'Innovation            |           | Lukas Savickas                                                      | DSVL  |